# Шеридан (Колорадо)
Вижте пояснителната страница за други значения на Шеридан.
Шеридан (на английски: Sheridan) е град в окръг Арапахо, щата Колорадо, САЩ. Шеридан е с население от 5600 жители (2000) и обща площ от 5,8 km². Намира се на 1623 m надморска височина. ЗИП кодът му е 80110, а телефонният му код е 303, 720.